# The One Billion Hungry Project
 (avril 2015).
Si vous disposez d'ouvrages ou d'articles de référence ou si vous connaissez des sites web de qualité traitant du thème abordé ici, merci de compléter l'article en donnant les références utiles à sa vérifiabilité et en les liant à la section « Notes et références ».
Le projet 1 Billion Hungry est une campagne mondiale de communication réalisée par la FAO, dont le thème est « 1 milliard de personnes souffrent de faim chronique et ça me révolte ». Le coup d’envoi de la campagne a été donné au siège de la FAO à Rome le 11 mai 2010, mais aussi à Stockholm, Yokohama, New-York et Paris.
Ce projet prend la forme d’une pétition mondiale que chacun peut signer en ligne sur le site 1billionhungry.org. Le concept veut que toute personne qui signe la pétition puisse inciter ses contacts à faire de même, via Facebook, Twitter, ou tout autre réseau social, et également « suivre son impact » (c'est-à-dire le nombre de personnes ayant signé la pétition grâce au lien partagé sur un réseau social). Le but affiché est d’amasser 1 million de signatures.
Les résultats de cette pétition seront ensuite montrés aux chefs d’État réunis à New-York fin octobre 2010 lors de la Journée Mondiale de l’Alimentation au siège de l’ONU à New-York.

## Concept
L’idée principale du projet réside dans le fait que la FAO veuille sensibiliser l’opinion publique sur les problèmes de la faim dans le monde, dont 1 milliard de personnes souffrent. Le but est également d’éduquer le public au problème de l’insécurité alimentaire et de renforcer le rôle et la notoriété de la FAO en tant qu’organisme leader dans la lutte contre la faim.
Le concept créatif a gracieusement été mis au point par l’agence de publicité McCann Erickson Italie.
Le symbole de la campagne est un sifflet jaune. C’est une métaphore de l’expression « siffler un problème » ou encore « siffler la fin » de quelque chose, en l’occurrence ici la faim dans le monde. Il sert également de signal d'alarme symbolique.
Le cœur du concept est un compteur virtuel présent sur le site de la pétition, qui indique le nombre de personnes ayant signé la pétition. Les signatures peuvent être de différentes natures : numériques (sur le site du projet, par Facebook…) ou physiques, via des formulaires spécifiques disponibles sur le site 1BH.
Cette campagne de communication se différencie par rapport à plusieurs choses. Premièrement, la présence d’organisations et d’institutions partenaires, qui aident gracieusement à la communication du projet, en mettant par exemple des bannières sur leur site, ou qui organisent des évènements de sensibilisation. Il faut également noter que c’est une campagne de communication virale, c’est-à-dire qui se propage via les réseaux sociaux, listes de contacts, etc. afin d’acquérir notoriété et signatures.
De plus, toute personne peut décider d’organiser un évènement qui permettrait au projet d’acquérir de nouvelles signatures. Un groupe d’amis, des sifflets jaunes et t-shirts 1BH, une banderole ou poster… peuvent être suffisant pour donner au projet de la notoriété et ainsi réussir son objectif. Tous les objets nécessaires peuvent être commandés sur le site 1billionhungry.org. Un serveur FTP contenant images, bannières, logos et présentation du projet est disponible à cette adresse.

## Objectifs
Au-delà des objectifs de sensibilisation des populations aux problèmes de faim chronique, le but du projet 1 Billion Hungry est de ramasser 1 million de signatures à travers le monde.
Ces signatures seront présentées symboliquement aux chefs d’État présents à la Journée Mondiale de l’Alimentation au siège de l’ONU (New-York) fin octobre 2010. Le but est de faire en sorte que les États s’unissent afin de trouver des solutions durables aux problèmes de faim chroniques dans le monde.